# Frank Irons
Francis Cleveland Irons (Des Moines, 23 de marzo de 1886 - Palatine, 19 de junio de 1942), más conocido como Frank Irons, fue un atleta y medallista olímpico estadounidense.
En los Juegos Olímpicos de Londres 1908, Frank compitió en el salto de longitud sin ejecutar (ya no existe) y el triple salto, donde consiguió apenas llegar en las posiciones intermediarias. Fue el último de los saltos disputados, el salto a distancia, que conquistó la medalla de oro, con una marca de 7,48 m, un nuevo récord olímpico.
En los Juegos Olímpicos de Estocolmo 1912, era favorito para repetir el oro en la prueba, llegó apenas en la octava posición. En esta misma edición, participó en el primer torneo de exhibición de baseball en los Juegos Olímpicos.